# Anjou (Isère)
Anjou es una comuna francesa situada en el departamento de Isère, de la región de Auvernia-Ródano-Alpes.

## Demografía
| 535 | 565 | 505 | 585 | 744 | 809 | 950 | 1011 | 1 013 | 1029 |
| Para los censos de 1962 a 1999 la población legal corresponde a la población sin duplicidades (Fuente: INSEE [Consultar]) |     |     |     |     |     |     |      |       |      |